# Saint-Germain-et-Mons
Saint-Germain-et-Mons (okzitanisch: Sent Germa e Monts) ist eine Gemeinde mit 893 Einwohnern (Stand: 1. Januar 2022) im Département Dordogne im Südwesten Frankreichs in der Region Nouvelle-Aquitaine. Saint-Germain-et-Mons gehört zum Arrondissement Bergerac und zum Kanton Bergerac-2. Die Einwohner werden Saint-Germinois genannt.

## Geographie
Saint-Germain-et-Mons liegt im Süden des Départements Dordogne im Périgord am Ufer des Flusses Dordogne, der die Gemeinde im Norden begrenzt. Umgeben wird Saint-Germain-et-Mons von den Nachbargemeinden Mouleydier im Norden, Saint-Agne im Osten, Verdon im Südosten, Saint-Aubin-de-Lanquais im Süden, Saint-Nexans im Südwesten, Cours-de-Pile im Westen sowie Creysse im Nordwesten.

## Bevölkerungsentwicklung
| 1962                       | 1968 | 1975 | 1982 | 1990 | 1999 | 2006 | 2017 |
| -------------------------- | ---- | ---- | ---- | ---- | ---- | ---- | ---- |
| 491                        | 464  | 455  | 486  | 523  | 606  | 702  | 829  |
| Quellen: Cassini und INSEE |      |      |      |      |      |      |      |

## Sehenswürdigkeiten
- Kirche Sainte-Marguerite aus dem 19. Jahrhundert
- Kapelle Sainte-Marie in der Ortschaft Mons

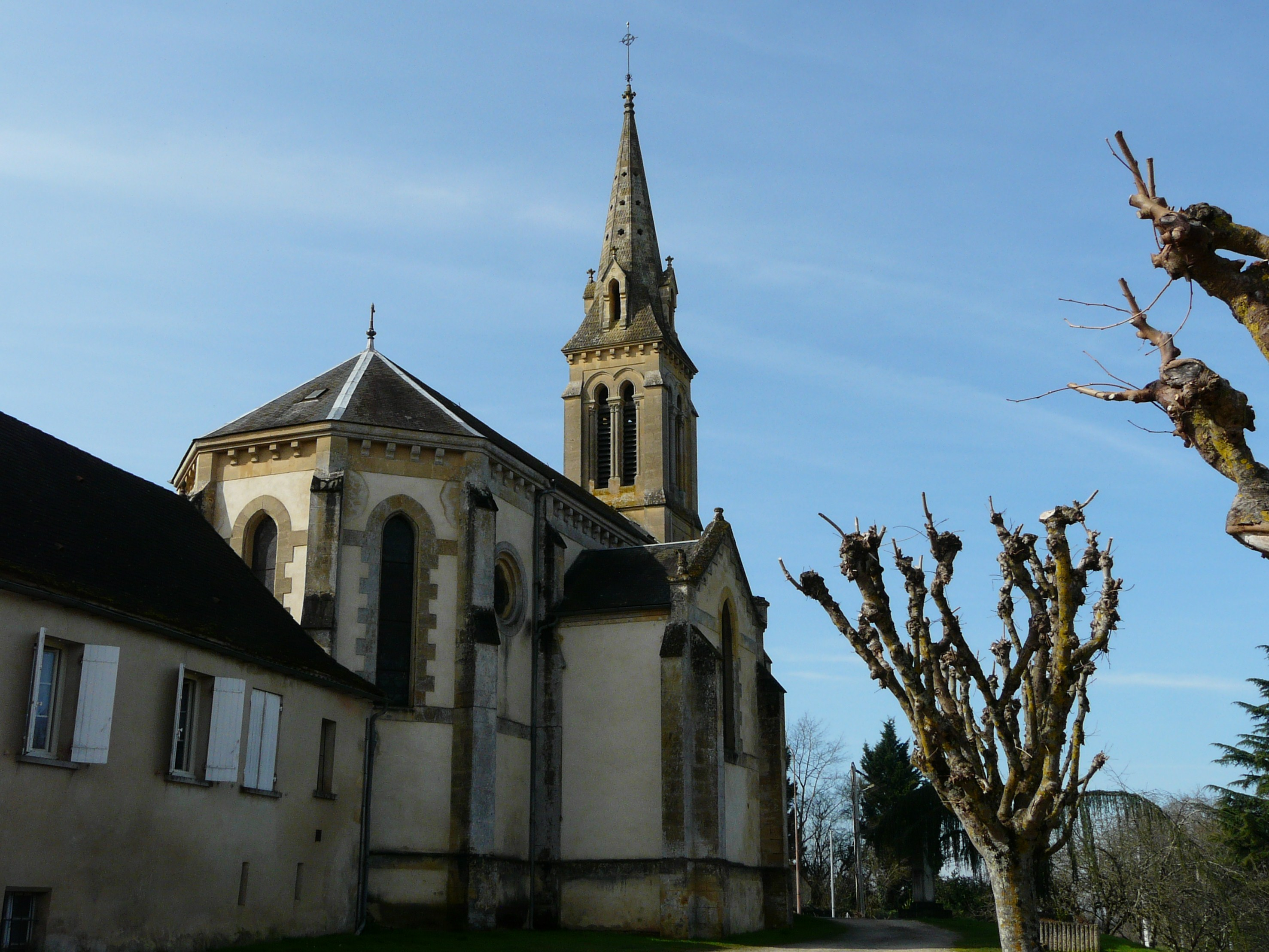
Kirche Sainte-Marguerite

- alte Priorei